# (2716) Tuulikki
Pour les articles homonymes, voir Tuulikki.
(2716) Tuulikki est un astéroïde de la ceinture principale.

## Description
(2716) Tuulikki est un astéroïde de la ceinture principale. Il fut découvert le 7 octobre 1939 à Turku par Yrjö Väisälä. Il présente une orbite caractérisée par un demi-grand axe de 2,37 UA, une excentricité de 0,11 et une inclinaison de 6,0° par rapport à l'écliptique.
Il est nommé d'après la déesse Tuulikki de la mytholgoie finnoise.

## Compléments